# 3DMLW
In ambito informatico 3DMLW (3D Markup Language for Web) è un linguaggio di markup basato su XML standard 1.0. Per la corretta visualizzazione di un file .3dmlw è necessario installare un plug-in apposito, chiamato anch'esso 3DMLW.
3DMLW viene proposto dalla 3D Technologies R&D, con l'obiettivo di diventare uno standard per la visualizzazione 3D e 2D sul Web. Tale intenzione è supportata dal fatto che il plug-in da installare, sempre prodotto dalla Technologies R&D, non richiede alte prestazioni hardware ed è utilizzabile anche su macchine che hanno caratteristiche di sistema piuttosto scarse.
Il plug-in è un prodotto open source e multipiattaforma, poiché si basa su OpenGL per il rendering. Una scelta obbligata, visto che OpenGL rappresenta di fatto lo standard per questo tipo di tecnologia.

## Esempio
Un esempio di file .3dmlw è:
```
<?xml version='1.0' standalone='no'?>

 
<document>

  
<content2d>

   
<area
 
width=
'200'
 
height=
'100'
 
color=
'#C0C0C0FF'
 
texture=
'flower.png'
 
/>

  
</content2d>

  
<content3d
 
id=
'content'
 
camera=
'{#cam}'
>

    
<camera
 
id=
'cam'
 
class=
'cam_rotation'
 
y=
'10'
 
z=
'40'
 
viewy=
'10'
/>

    
<box
 
name=
'ground'
 
width=
'100'
 
height=
'2'
 
depth=
'100'
 
color=
'green'
 
class=
'ground'
 
/>

    
<box
 
name=
'dynamic'
 
y=
'20'
 
width=
'10'
 
height=
'10'
 
depth=
'10'
 
color=
'blue'
 
/>

  
</content3d>

 
</document>

```